# Sidonia
Sidonia či Sidonie je ženské křestní jméno. Podle českého kalendáře slaví jmeniny 6. června a 23. června.
Jméno je latinského původu, znamenající Sidoňanka, pocházející ze Sidonu (starověké fénické obchodní město v dnešním Libanonu, jeho současný název je Saida). Někdy se spojuje i s řeckým sindon, to znamená jemná tkanina, prádlo.
Sidonie je také název osady města Brumov-Bylnice ležící na česko-slovenském pomezí.

## Domácké podoby
Sid, Siddy, Sidi, Sida, Sidonka, Dona, Donia, Sidinka

## Známé nositelky
- Szidi Tobias – slovenská zpěvačka a herečka
- Sidonie von Böhmen – saská vévodkyně
- Sidonia von Borcke – pommersche Adelige
- Sidonie Nádherny von Borutin – česká baronka
- Sidonie-Gabrielle Colette – francouzská spisovatelka a novinářka
- Sidonie Goossens – britská harfistka
- Sidonie von Krosigk – německá spisovatelka pro děti
- Sidonie von Sachsen – kněžna a pozdější vévodkyně Braunschweig-Lüneburg a kněžna von Calenberg-Göttingen
- Sidonie Werner – německá politička
- Sidonia Hedwig Zäunemann – německá básnířka